# Episodi de La legge di Lidia Poët (prima stagione)
La prima stagione della serie televisiva italiana La legge di Lidia Poët, composta da 6 episodi, è stata pubblicata in streaming su Netflix il 15 febbraio 2023.
| Nº | Titolo originale | Pubblicazione Italia |
| -- | ---------------- | -------------------- |
| 1  | Episodio 1       | 15 febbraio 2023     |
| 2  | Episodio 2       | 15 febbraio 2023     |
| 3  | Episodio 3       | 15 febbraio 2023     |
| 4  | Episodio 4       | 15 febbraio 2023     |
| 5  | Episodio 5       | 15 febbraio 2023     |
| 6  | Episodio 6       | 15 febbraio 2023     |

## Episodio 1
- Diretto da: Matteo Rovere
- Sceneggiatura di: Guido Iuculano, Davide Orsini
- Soggetto di: Elisa Dondi, Daniela Gambaro, Guido Iuculano, Davide Orsini

### Trama
Torino, 3 novembre 1883.
La giovane Lidia Poët è avvocata da soli tre mesi quando le viene chiesto di difendere Pietro Baiocchi, un ragazzo  accusato di aver assassinato la propria amata Adele Valery, prima ballerina dei d’Angennes e promessa sposa del marchese Clermont. Tuttavia una sentenza della locale Corte d'Appello dichiara illegittima l'iscrizione di Lidia Poët all'Albo degli Avvocati, impedendole così di esercitare la professione solo perché donna. Senza un quattrino ma piena di orgoglio, Lidia chiede ospitalità al fratello Enrico trovando lavoro come assistente legale presso il suo studio, mentre prepara il ricorso per ribaltare le conclusioni della Corte. Lidia capisce che dietro alla morte di Adele ci sono i Clermont poiché la ragazza non voleva più sposare Carlo e ha la pensata di far pubblicare sulla Gazzetta Piemontese dal cognato di suo fratello Jacopo Barberis la finta notizia secondo la quale sulla scena del delitto dovranno essere prelevate le impronte digitali. Mentre è in corso lo spettacolo della Giselle a teatro, Lidia e Jacopo dietro le quinte sorprendono Ludovico Clermont, padre di Carlo, che ha in mano la chiave della stanza dove ha ucciso Adele e che si accinge a ripulire la scena del crimine dalle proprie impronte, e lo fanno arrestare.
- Altri interpreti: Francesco Patanè (Pietro Baiocchi), Tobia De Angelis (Carlo di Clermont), Fabrizio Coniglio (Ludovico di Clermont), Silvia Lorenzo (Giulia di Clermont), Gionathan Di Montagna (direttore di scena), Cesare Hary (servo di scena), Anna Garofalo (Giuseppina Baiocchi), Valentina Volpatto (signora Ferrero), Marial Bajma Riva (Greta), Alessandro Racca (giudice Corte d'Appello), Stefano Guerrieri (assistente giudice).

## Episodio 2
- Diretto da: Matteo Rovere
- Sceneggiatura di: Guido Iuculano, Davide Orsini
- Soggetto di: Elisa Dondi, Daniela Gambaro, Guido Iuculano, Davide Orsini

### Trama
A casa Poët si presenta la famiglia di Anita Tosetti, arrestata la sera prima a bordo di una carrozza sulla quale le guardie trovano il cadavere di Elena De Santis, moglie del proprietario della cioccolateria presso cui lavora l’operaia anarchica. Lidia sostituisce di nascosto suo fratello, che si trova fuori città, facendosi firmare la procura dal fratello di Anita. Lidia da subito sospetta di Leone, figlio del commendatore Guido De Santis, che sarebbe stato geloso della matrigna la quale gestiva de facto la cioccolateria. Lidia capisce che Anita aveva una relazione con la vittima, trova l’arma del delitto negli uffici della cioccolateria e scopre che Elena voleva licenziare Rodolfo Fumigi, figlioccio del commendatore che la voleva ricattare e che finisce per confessare di averla uccise per difendere l’onorabilità della famiglia De Santis. Jacopo sembra essere geloso della relazione tra Lidia e Andrea Caracciolo. I fratelli Poët vengono ammoniti dal procuratore per aver raggirato la sentenza della Corte.
- Altri interpreti: Matilde Vigna (Anita Tosetti), Marco Cacciola (Rodolfo Fumigi), Fabio Barone (Leone De Santis), Paolo Serra (Guido De Santis), Max Liotta (Gaetano Tosetti), Chiara Cardea (operaia), Vincenzo Valenti (falsario), Maurizio Cerchiaro (tecnico guanto volumetrico), Alberto Valas (occhio bendato).

## Episodio 3
- Diretto da: Letizia Lamartire
- Sceneggiatura di: Daniela Gambaro
- Soggetto di: Elisa Dondi, Daniela Gambaro, Guido Iuculano, Davide Orsini

### Trama
Mentre i Poët stanno scattando una foto di famiglia, a casa si presenta Vittorio Muraro, il fratello di Alberto, promesso sposo di Lidia, dicendo di aver ucciso il padre nella casa che un tempo apparteneva ai Poët. Beatrice, la ragazza che Vittorio frequenta, conferma la sua versione. Lidia però viene a sapere che da casa Muraro è sparita una preziosa collana della signora Matilde e quindi non crede che Vittorio sia colpevole. Lidia, insieme a Jacopo, trova una stanza segreta nella casa dei Muraro dalla quale sarebbe uscito Alberto uccidendo il padre con un rasoio, per essersi visto rifiutare un prestito. Avrebbe poi messo l’arma del delitto nelle mani del fratello, strafatto di oppio, che al risveglio si sarebbe poi auto-accusato. Enrico riesce quindi a far scarcerare Vittorio e a provare che la lavandaia Beatrice era complice di Alberto e che è stata lei a rubare la collana di Matilde.
Confidandosi con Enrico, Lidia racconta che il padre si era molto indebitato con Antonio Muraro tanto da vendergli la villa e da prometterla in sposa al figlio Alberto. Ecco perché Lidia era scappata di casa. Enrico è esterrefatto da questo racconto e decide di aiutarla con il ricorso.
- Altri interpreti: Luca Filippi (Vittorio Muraro), Francesca De Martini (Matilde Muraro), Alessio Del Mastro (Alberto Muraro), Valentina Violo (Beatrice), Stefano Guerrieri (assistente giudice), Riccardo Leto (secondo giudice).

## Episodio 4
- Diretto da: Letizia Lamartire
- Sceneggiatura di: Paolo Piccirillo
- Soggetto di: Elisa Dondi, Daniela Gambaro, Guido Iuculano, Davide Orsini

### Trama
Margherita Sangiacomo, condannata per aver ucciso il professor Braschi avvelenandolo, si è ammalata in carcere e le viene concesso di soggiornare in un convento torinese in attesa di una decisione definitiva riguardo alle sue condizioni di salute. Lidia la convince a farsi difendere dal fratello ma scopre che lei ha ucciso veramente il professore perché responsabile della morte di sua madre e di altre prostitute che usava come cavie per i suoi esperimenti sulla scarlattina. Convinta da Lidia, Margherita in aula confessa l’omicidio. 
- Altri interpreti: Giorgia Spinelli (Margherita Sangiacomo), Riccardo Forte (avvocato Coletti), Ulisse Provolo (custode), Diego Giangrasso (Ferrero), Alexander Perotto (professor Manganelli).

## Episodio 5
- Diretto da: Letizia Lamartire
- Sceneggiatura di: Elisa Dondi
- Soggetto di: Elisa Dondi, Daniela Gambaro, Guido Iuculano, Davide Orsini

### Trama
Margherita Sangiacomo chiede a Lidia di difendere una nuova detenuta, Azzurra, una prostituta accusata di aver ucciso un suo cliente, Achille Castelnuovo. Lidia scoprirà che in realtà a commettere l’errore di odio è stato Massimo Chiaia, socio di Castelnuovo, e con uno stratagemma riesce a farlo arrestare in flagrante. Lidia è turbata quando viene arrestato Jacopo con cui sta avendo un flirt.
- Altri interpreti: Marit Nissen (Vera Cressphal), Denis Fasolo (Massimo Chiaia), Margherita Di Rauso (Giuditta Ancelli), Giorgia Spinelli (Margherita Sangiacomo), Nika Perrone (Azzurra), Francesco Damiano (Giulio), Stefano Saccotelli (cancelliere), Lorenzo De Iacovo (baffi spioventi).

## Episodio 6
- Diretto da: Letizia Lamartire
- Sceneggiatura di: Davide Orsini
- Soggetto di: Elisa Dondi, Daniela Gambaro, Guido Iuculano, Davide Orsini

### Trama
Jacopo è accusato di aver ucciso Maya Cristallo, una prostituta che Lidia scopre in realtà essere Giorgia Villa, una spia dei servizi segreti militari arruolata dal generale Valery. Jacopo racconta a Lidia e Enrico di aver nascosto gli anarchici evasi: Nicole, una sua ex fiamma, e Louis che Giorgia aveva fatto arrestare tempo prima in Francia. Lidia sospetta che Louis abbia ucciso Giorgia per vendicarsi e che la colpa sarebbe poi ricaduta su Jacopo il quale per sbaglio si trovava nel bordello. Nicole e Louis stanno per scappare da Torino a bordo di un treno merci sul quale sale a bordo di nascosto anche Lidia. L’avvocata cerca di fermarli ma nella colluttazione Louis vola fuori dal treno in corsa morendo. Lidia si rialza e, puntandole una pistola contro, convince Nicole a costituirsi per salvare Jacopo.
La Corte di Cassazione rigetta il ricorso presentato da Lidia che decide di lasciare casa del fratello.
- Altri interpreti: Sara Borsarelli (tenutaria bordello), Fabrizio Careddu (caporale), Eugenio Gradabosco (giudice di Cassazione), Nicolò Pasetti (Louis), Maurizio Fanin (generale Valery), Alberto Valas (occhio bendato), Giorgia Iolanda Barsotti (Marta).